# Вильбрандт, Томас
Томас Вильбрандт (нем. Thomas Wilbrandt; род. 3 июля 1952) — немецкий композитор.
Известен, главным образом, обработками известных произведений академической музыки для комбинации акустических и электронных инструментов или компьютерной музыки — в том числе альбомов «The Electric V» (1984, на основе «Времён года» Антонио Вивальди) и «Exhibitionistic Echoes» (1992, на основе «Картинок с выставки» Мусоргского), аранжировки Гимнопедий Эрика Сати и др. Особенную популярность завоевала аранжировка Вивальди, на музыку которой, в частности, труппой Washington Ballet был поставлен балет «Interlaced» (1996).
Кроме того, Вильбрандтом и Клаусом Булертом была написана музыка к известной песне «History (repeats itself)», вошедшей в саундтрек фильма «Прирождённые убийцы» в исполнении певицы Фэй Ловски.